# Jocelyn

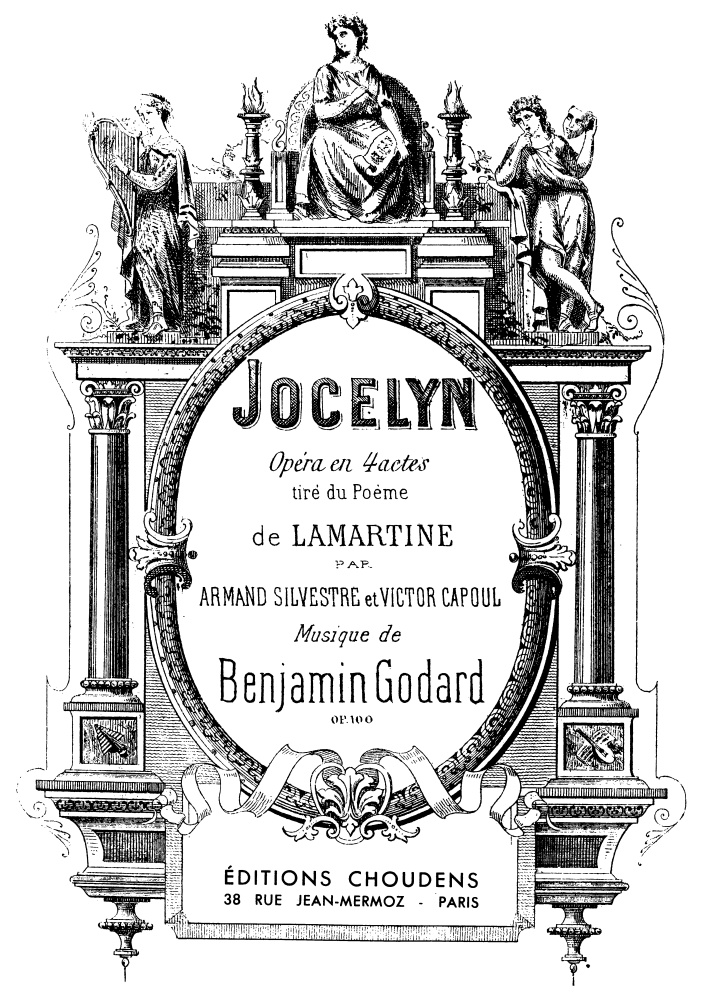
Portada de l'òpera "Jocelyn" de Benjamin Godard.

Jocelyn, op. 100, és una òpera en quatre actes de Benjamin Godard, sobre un llibret en francès de Paul Armand Silvestre i el tenor Victor Capoul. Basat en el poema d'Alphonse de Lamartine, l'acció té lloc a Grenoble i les muntanyes circumdants durant el Corpus Christi de finals del segle xviii. La partitura té una dedicació "A mon ami Daniel Barton".
Aquesta òpera és recordada per ser la composició més duradora de Godard, la tendra berceuse (cançó de bressol) per al tenor, Oh! ne t'éveille pas encore.
Jocelyn es va estrenar el 25 de febrer de 1888 al Théâtre de la Monnaie de Brussel·les amb Pierre-Émile Engel creant el paper del títol. Una producció amb un repartiment nou, incloent-hi Capoul en el rol del títol, es va representar a París al Théâtre-Lyrique-Nacional el 13 d'octubre 13 del mateix any.

## Personatges
| Paper                 | Tipus de veu | Repartiment estrena, 25 de febrer de 1888 (director: Joseph Dupont) |
| --------------------- | ------------ | ------------------------------------------------------------------- |
| Laurence              | soprano      | Rose Caron                                                          |
| Julie                 | soprano      | Storrelle                                                           |
| Noia de muntanya jove | mezzosoprano | Angèle Legault                                                      |
| La mare de Jocelyn    | mezzosoprano | L. Van Besten                                                       |
| Jocelyn               | tenor        | Pierre-Émile Engel                                                  |
| El promès de Julie    | baríton      | Rouyer                                                              |
| El bisbe              | baix-baríton | Arthur Henri Seguin                                                 |
| El pare de Laurence   | baríton      | Jacques Isnardon                                                    |
| Home vell             | baix         | Jules Vinche                                                        |
| Pastor vell           | Jules Vinche |                                                                     |
| Escarceller           | baix         | Frankin                                                             |

## Enregistraments
La popular Berceuse ha estat enregistrada per molts tenors, incloent-hi Victor Capoul, John McCormack, Beniamino Gigli, Edmond Clément, Richard Pocavergonyes, Nicolai Gedda, Jussi Björling i Plácido Domingo, així com pel violoncel·lista Pau Casals.